# 蘇珊娜·碧約
蘇珊娜·碧約（波蘭語：Zuzanna Bijoch，波蘭語發音：[bi.jɔx]；1994年6月20日—），波蘭超級名模。她是高級時裝品牌：Louis Vuitton、Yves Saint Laurent及Prada的代言人。蘇珊娜上過Numèro及Vogue Mexico等雜誌封面或內頁，也有參與Christian Dior、Chanel及Lanvin等著名時裝及奢侈品的時裝展。蘇珊娜目前排名Models.com的Top 50 Women的第十三名。